# 2025年格陵蘭大選
2025年3月11日，2025年格陵蘭大選在格陵蘭舉行，選舉新一屆格陵兰议会的全數31名議員。此次選舉共有六個政黨參與競爭。選舉期間，丹麥和美國與格陵蘭的關係、格陵蘭的獨立問題，以及經濟與社會議題（如企業發展、住房狀況及醫療體系的建設）均成為焦點。
選舉結果顯示，執政聯盟因紐特人共同體與前进黨遭遇重大挫敗，原先的22席議席縮水了一半。而最大贏家則是反對黨民主黨（由3席增至10席）和定向點黨（由4席增至8席）。

## 背景

### 上屆議會選舉
2021年4月提前舉行的格陵蘭議會選舉導致政權更迭。時任反對黨因紐特人共同體在選舉中超越時任首相金·基爾森領導的前进黨，儘管後者的得票率略有上升。本次選舉被視為對鈾礦與稀土開採問題的一次公投。然而，發起對基爾森政府不信任動議並促成大選的民主黨則遭遇重挫，失去了半數議席。
2021年4月23日，由因紐特人共同體與獨立派政黨定向點黨組成的聯合政府正式上台，由穆特·博鲁普·埃格德出任總理，成為格陵蘭史上最年輕的首相（時年34歲）。
在2021～2025年的議會任期內，因紐特人共同體領袖埃格德擔任格陵蘭總理。他最初於2021～2022年與定向點黨組成執政聯盟，隨後在2022～2025年改與第二大黨前進黨聯合執政。該政府在即將卸任的議會中擁有超過三分之二的多數席次。此外，國際社會，特別是美國，對格陵蘭的高度關注，促使議會在大選召開前通過一項法案，禁止接受外國及匿名捐款。

### 獨立問題
格陵蘭是丹麥王國的一部分，也是丹麥的一個自治領。
格陵蘭獨立問題一直都是選舉最重要的議題，而格陵蘭政府在2024年2月將獨立作為國策。 在隔年上旬，親獨立派的總理穆特·博鲁普·埃格德曾表示「已經開始建立格陵蘭獨立框架的工作」並暗示可能在2025年4月與本次選舉同時舉行獨立公投。

然而，在美國總統唐納·川普提議收購格陵蘭島之後，埃格德淡化了立即獨立的提議，轉而在在2025年1月10日於丹麥首都哥本哈根舉行的新聞發布會上強調了丹麥和格陵蘭政府之間合作改革的必要性。
2025年1月初，小唐納·川普訪問格陵蘭，與定向點黨的代表會面。 · 該黨是唯一主張迅速脫離丹麥並加強與美國關係的政黨。
1月16日，埃格德在接受福克斯新聞採訪時表示「格陵蘭人不想成為美國的一部分。」當月的格陵蘭的一項民意調查中，85%的受訪者反對格陵蘭加入美國的提案，僅6%表示支持，9%持保留態度。而另一項民調顯示，格陵蘭民眾對獨立議題十分重視，並認為其將在選舉中發揮關鍵作用。根據 2025 年 1 月的調查，80% 的格陵蘭人支持獨立，但其中有一半的人表示，若獨立會導致生活條件惡化，他們將轉而反對。
在大選前夕，民主黨領袖延斯-弗雷德里克·尼尔森公開支持格陵蘭完全獨立，並在接受《天空新聞》訪問時強調，格陵蘭「不是待價而沽的商品」。而在選前最後一場電視辯論中，議會內五個政黨的領袖皆表達了對川普的不信任，唯有油燈黨領袖卡爾·英格曼例外，表達對川普的信任。

### 外國干涉
為防範外國勢力干預選舉，格陵蘭政府於2025年2月4日通過一項法案，禁止政黨接受外國資金捐助。此外，隨著選舉臨近，丹麥安全和情報局和丹麥國防情報局宣布將加強監控，防範任何試圖影響選舉結果的外部干涉。美國、俄羅斯與中國均被列為可能參與干預的國家。
在選舉前夕，川普再次於其社交平台Truth Social發表言論，強調格陵蘭人民有權決定自己的未來，並重申他計劃投資「數十億美元，創造新工作機會，提升格陵蘭的經濟」。他進一步表示：「如果你們願意，我們將歡迎你們成為世界上最偉大國家——美國——的一部分。」此番言論隨即引發格陵蘭政界強烈反彈，議員阿雅·切姆尼茨（因紐特社會黨）形容其言論「不可接受」，而總理埃格德則譴責川普，以不尊重的態度對待格陵蘭。

## 選舉制度
格陵兰议会中31名議員皆由比例代表制選出，以頓特法分配席次。儘管沒有正式的選舉門檻，但鑑於格陵蘭議會的席次數量，一個政黨實際上必須取得3%的選票才能在議會中獲得席次分配。

## 政黨和候選人
總共有6個政黨、共計213名候選人參與了此次選舉。
此次選舉中，除了議會先前已有席次的五個政黨之外，還有一個名為油燈黨、主要關注格陵蘭獨立議題的新政黨取得了參與議會選舉的資格。
| Nr. | 政黨 | 政黨           | 編號. | 意識形態                                 | 政治立場 | 候選人 | 對獨立議題的立場 | 地位   |
| --- | ---- | -------------- | ----- | ---------------------------------------- | -------- | ------ | ---------------- | ------ |
| 1   |      | 因紐特人共同體 | IA    | 格陵蘭獨立主義 民主社會主義 環境保護主義 | 左派     | 39     | 漸進獨立         | 執政黨 |
| 2   |      | 前进黨         | S     | 格陵蘭獨立主義 社會民主主義              | 中間偏左 | 51     | 漸進獨立         | 執政黨 |
| 3   |      | 定向點黨       | N     | 格陵蘭獨立主義 民粹主義                  | 中間     | 62     | 立即獨立         | 在野黨 |
| 4   |      | 民主黨         | D     | 格陵蘭獨立主義 社會自由主義              | 中間偏右 | 25     | 漸進獨立         | 在野黨 |
| 5   |      | 共同體意識     | A     | 反格陵蘭獨立 自由保守主義                | 中間偏右 | 20     | 反對獨立         | 在野黨 |
| 6   |      | 油燈黨         | Q     | 格陵蘭獨立主義                           | 大帳篷   | 16     | 立即獨立         | 在野黨 |

## 競選過程

### 獨立立場
由於美國總統川普的言論影響，格陵蘭的獨立進程與對丹麥的關係問題成為本次選舉的核心議題。除共同體意識外，所有參選政黨皆支持長遠來看格陵蘭應邁向獨立，但對於獨立的推進速度則意見不一。
定向點黨與新成立的油燈黨主張迅速實現獨立，而執政黨因紐特人共同體與前进黨，以及反對黨民主黨，則採取較為務實的態度。

### 內政問題
在本次選舉中，格陵蘭的經濟發展議題備受關注，尤其是如何改善商業環境以強化經濟競爭力。此外，該國與國際氣候協議的關係、醫療體系的挑戰，以及因高房價與無家可歸者問題日益嚴重所引發的社會矛盾，也成為選民熱議的焦點。
格陵蘭在經濟與社會政策方面一向傾向左翼立場。在即將卸任的議會中，五個政黨中，僅民主黨與共同體意識位居右翼陣營，前者與丹麥自由聯盟結盟，後者則與丹麥自由黨關係密切。歷史悠久的前进黨為丹麥社會民主黨的姊妹政黨，而因紐特人共同體則在經濟政策上更趨向進步主義，支持更公平的稅收制度，並被視為丹麥社會主義人民黨的盟友。從選民結構來看，前进黨傳統上受到漁業從業者的擁護，而因紐特人共同體與民主黨則較受知識分子與學術界人士的支持。

## 選舉結果

### 選區結果一覽
| 政党 | 民主黨                 | 定向點黨                                                                                         | 因紐特人共同體                                          | 前进黨                                | 共同體意識      |
| 政党 |                        |                                                                                                  |                                                         |                                       |                 |
| 領袖 | 延斯-弗雷德里克·尼爾森 | 貝利·布羅伯格                                                                                    | 穆特·博鲁普·埃格德                                      | 艾瑞克·詹森                           | 阿卡魯·傑里米森 |
| 領袖 | No image (male).svg    | Pele Broberg with Tony Blinken, Jeppe Kofod and Jenis av Rana in Copenhagen (2021) (cropped).jpg | Múte Bourup Egede - 2024 (P064386-932290) (cropped).jpg | Erik Jensen (2023) (Kenneth Wehr).jpg | Aqqalu.jpg      |
| 选票 | 8,563                  | 7,009                                                                                            | 6,119                                                   | 4,210                                 | 2,092           |
| 选票 | 30.26%                 | 24.77%                                                                                           | 21.62%                                                  | 14.88%                                | 7.39%           |
| 席位 | 10 (32.26%)            | 8 (25.81%)                                                                                       | 7 (22.58%)                                              | 4 (12.90%)                            | 2 (6.45%)       |
| 席位 | 10 / 31                | 8 / 31                                                                                           | 7 / 31                                                  | 4 / 31                                | 2 / 31          |

### 選後議席
| ↓              |        |            |          |        |  |
| 7              | 4      | 2          | 8        | 10     |  |
| 因紐特人共同體 | 前进黨 | 共同體意識 | 定向點黨 | 民主黨 |  |

### 政黨席次一覽
政黨席次率
政黨得票率
| 政党                    | 政党               | 票数   | %      | +/–    | 席数 | +/– |
| ----------------------- | ------------------ | ------ | ------ | ------ | ---- | --- |
|                         | 民主黨             | 8,563  | 30.26  | +21.01 | 10   | +7  |
|                         | 定向點黨           | 7,009  | 24.77  | +12.51 | 8    | +4  |
|                         | 因紐特人共同體     | 6,119  | 21.62  | –15.82 | 7    | –5  |
|                         | 前进               | 4,210  | 14.88  | –15.22 | 4    | –6  |
|                         | 共同體意識         | 2,092  | 7.39   | +0.31  | 2    | 0   |
|                         | 油燈黨             | 305    | 1.08   | New    | 0    | New |
| 总共                    | 总共               | 28,298 | 100.00 | –      | 31   | 0   |
|                         |                    |        |        |        |      |     |
| 有效票数                | 有效票数           | 28,298 | 98.87  |        |      |     |
| 无效及空白票数          | 无效及空白票数     | 322    | 1.13   |        |      |     |
| 总票数                  | 总票数             | 28,620 | 100.00 |        |      |     |
| 已登记选民／投票率      | 已登记选民／投票率 | 40,369 | 70.90  | +4.98  |      |     |
| 资料来源：Qinersineq.gl |                    |        |        |        |      |     |

### 地區結果
| 市镇       | 政党得票率 | 政党得票率 | 政党得票率 | 政党得票率 | 政党得票率 | 政党得票率 |      |
| 市镇       | A          | D          | IA         | N          | Q          | S          |      |
| ---------- | ---------- | ---------- | ---------- | ---------- | ---------- | ---------- | ---- |
| 市镇       | 阿万纳塔   | 8.6        | 29         | 11.5       | 33.7       | 0.5        | 16.3 |
| 库亚莱克   | 7.8        | 27.9       | 27         | 15.2       | 1.6        | 18.8       |      |
| 凯凯塔利克 | 7.9        | 25.4       | 19.4       | 31.5       | 1.2        | 13.6       |      |
| 塞梅索克   | 6.1        | 33.5       | 26.9       | 18.5       | 0.6        | 13         |      |
| 凯卡塔     | 8.2        | 26.4       | 16.8       | 30.1       | 2.3        | 15.2       |      |

## 選後分析
格陵蘭的執政聯盟——因紐特人共同體與前进黨——在此次選舉中共失去了31個百分點的選票，創下執政聯盟的歷史性挫敗，類似於COVID-19疫情後許多民主國家的趨勢。中間偏右的反對黨民主黨歷史性地成為國會最大黨，並可能與目前的執政黨之一組成聯合政府。然而，關於礦業的環保政策可能促使主張獨立的定向點黨進入政府。
儘管因紐特共同體原本被看好勝選，最終卻遭遇重大挫敗。最初，格陵蘭的政治氛圍受「螺旋案件」引發的不滿情緒影響，但隨著選舉進行，對美國可能影響格陵蘭自治的擔憂升溫，尤其是在美國總統川普公開表示不排除武力佔領該島後，這一議題更加突顯。勝選的民主黨領袖尼爾森強調，選舉結果應向美國及川普傳達明確訊息：「我們不想成為美國人，也不想成為丹麥人。我們是格陵蘭人，並希望未來能獨立，自主建立自己的國家，而非依賴他人的恩惠。」
定向點黨領袖布羅伯格在《美國新聞與世界報導》發表專欄文章，建議格陵蘭可利用當前局勢在脫離丹麥的談判中獲得更大籌碼，甚至考慮與美國建立類似密克羅尼西亞或帛琉的「自由聯合關係」，以應對獨立後可能面臨的軍事防禦空缺。而唯一對川普表達信任的新興政黨油燈黨則未能贏得席次，僅獲得305票支持。
在傳統由前進黨主導的鄉村地區，定向點黨取得突破，該黨深受漁民與獵人支持，並持最強硬的獨立立場。而在以往由因紐特共同體佔優勢的城市，民主黨則獲得大量選票。選舉結果顯示，格陵蘭民眾更關心內部的社會與經濟問題，而非立即獨立。有人認為，政府大規模的國有化與壟斷政策，特別是漁業政策，引發了民間不滿，導致選民轉向更自由的經濟路線；而另一些人則透過支持納萊拉克黨來表達對丹麥的不滿。定向點黨議員庫諾·芬克對《衛報》表示：「過去，人們總是支持前進黨，就像支持足球隊一樣從未改變。但這次，他們已經受夠了，選擇了不同的方向。」

## 各方反應
丹麥國防部長特羅爾斯·倫·波爾森祝賀民主黨，並表示格陵蘭的未來應該由當地人民決定，而不是美國。同時，丹麥首相梅特·弗雷德里克森也對民主黨表達祝賀，稱這次選舉結果是「民主的展現」。
由於沒有任何政黨能夠在議會的31個席位中獲得多數，組建新政府需要進行協商。民主黨領袖尼爾森表示：「民主黨願意與所有政黨對話，並尋求團結，特別是在當前國際局勢的背景下。」
而在選舉結束的第二天，執政聯盟中的前进黨領袖詹森宣布辭職，由該黨前副主席薇薇安·莫茲菲特接任。
2025年3月27日，報紙《塞米西亞克》報導，除定向點黨外，所有在格陵蘭議會中獲得席次的政黨已達成聯合執政協議。翌日，聯合政府正式公布，由民主黨領袖尼爾森擔任總理。